# Resolutie 485 Veiligheidsraad Verenigde Naties
Resolutie 485 van de Veiligheidsraad van de Verenigde Naties werd aangenomen op 22 mei 1981, als eerste VN-Veiligheidsraadsresolutie van dat jaar. Veertien leden van de Veiligheidsraad keurden de resolutie goed. Enkel China nam niet deel aan de stemming. 
De resolutie verlengde de UNDOF-waarnemingsmacht in de Golanhoogten met een half jaar.

## Achtergrond
Volgend op de Jom Kipoeroorlog, kwamen Israël en Syrië het neerleggen van de wapens overeen. Een waarnemingsmacht van de Verenigde Naties moest op dit akkoord toezien. Tijdens de oorlog bezette Israël de Golanhoogten, die het in 1981 annexeerde.

## Inhoud
De Veiligheidsraad:
- heeft het rapport van secretaris-generaal Kurt Waldheim over de VN-waarnemingsmacht overwogen;
- beslist:
a. de partijen op te roepen onmiddellijk resolutie 338 (1973) uit te voeren;
b. het mandaat van de Waarnemingsmacht met een nieuwe periode van zes maanden te verlengen, tot 30 november 1981;
c. de secretaris-generaal te vragen tegen dan een rapport in te dienen over het verloop en de uitvoering van resolutie 338.

## Verwante resoluties
- Resolutie 483 Veiligheidsraad Verenigde Naties
- Resolutie 484 Veiligheidsraad Verenigde Naties
- Resolutie 487 Veiligheidsraad Verenigde Naties
- Resolutie 488 Veiligheidsraad Verenigde Naties

Lijst ·  485 ·  486 ·  487 ·  488 ·  489 ·  490 ·  491 ·  492 ·  493 ·  494 ·  495 ·  496 ·  497 ·  498 ·  499